# دریاچه کومی
دریاچه کومی (انگلیسی: Lake Komi) یک دریاچه در جمهوری کومی کشور روسیه است.